# Jan Światowiec (generał)

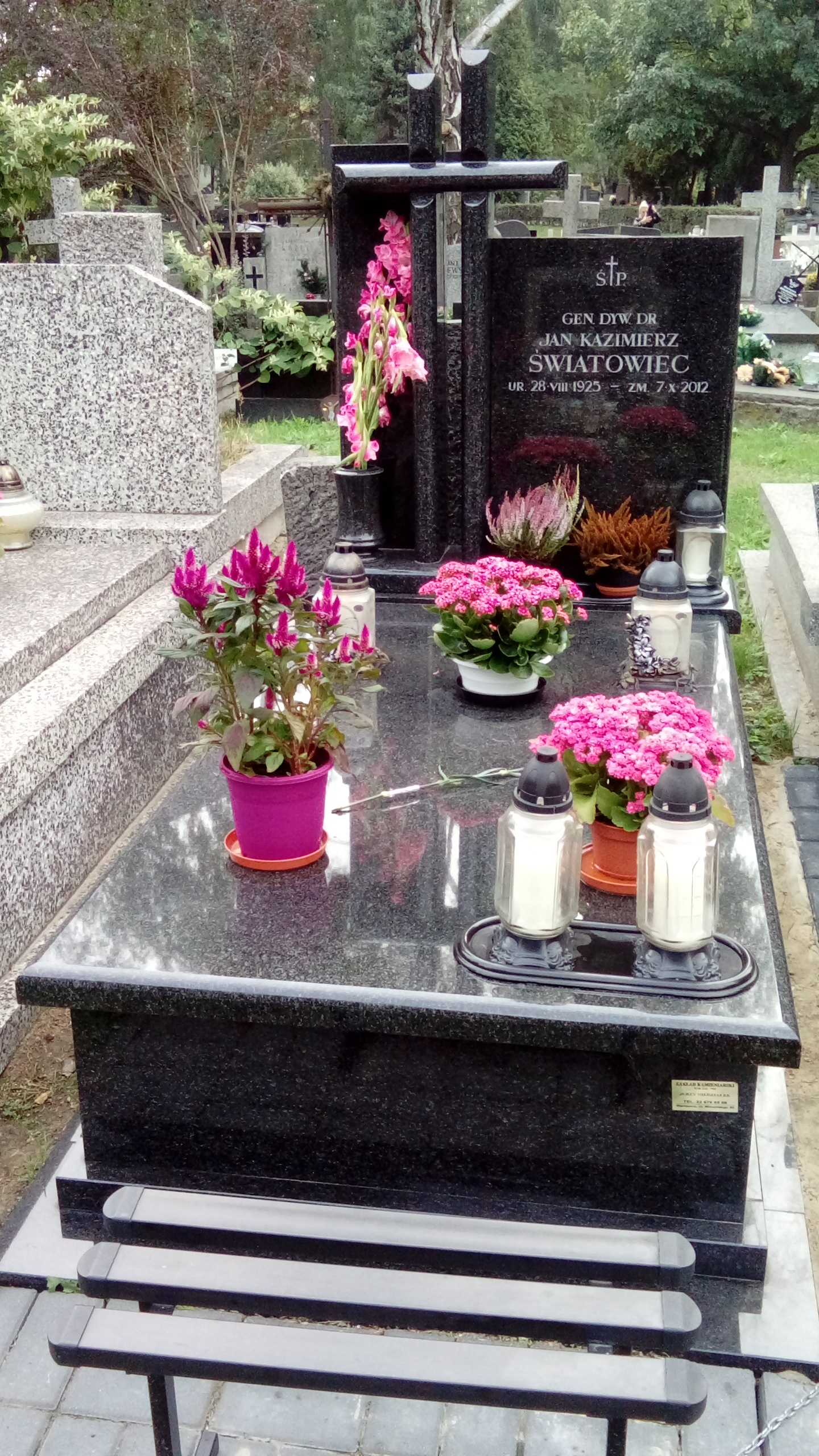
Grób Jana Światowca na Wojskowych Powązkach

Jan Światowiec (ur. 28 sierpnia 1925 w Kliszowie, zm. 7 października 2012) – generał dywizji Wojska Polskiego, doktor nauk wojskowych.

## Życiorys
Od 26 lipca 1945 był podchorążym Oficerskiej Szkoły Broni Pancernej w Modlinie. Po ukończeniu szkoły w 1946 został promowany przez gen. broni Karola Świerczewskiego na stopień chorążego w korpusie oficerów wojsk pancernych. Po promocji został skierowany do 13 samodzielnego pułku artylerii pancernej na stanowisko dowódcy działa SU-85. W latach 1947–1949 dowódca plutonu dowodzenia w tym pułku. Od 1949 był oficerem zwiadowczym w 4 pułku czołgów ciężkich w Elblągu. W 1951 został pomocnikiem szefa wydziału zwiadowczego 1 Korpusu Pancernego, następnie szefem wydziału zwiadowczego sztabu 20 Dywizji Zmechanizowanej w Szczecinku. W 1952 został pełniącym obowiązki dowódcy 68 pułku zmechanizowanego w Budowie, a następnie 47 pułku zmechanizowanego w Szczecinku. Od 1953 szef wydziału operacyjnego sztabu 16 Dywizji Zmechanizowanej w Elblągu. Od 1954 wykładał w Katedrze Taktyki i Sztuki Operacyjnej w Akademii Sztabu Generalnego WP w Rembertowie. W 1958 zaocznie skończył studia w Akademii Sztabu Generalnego WP i uzyskał tytuł oficera dyplomowanego, a w lutym 1964 został doktorem nauk wojskowych. W 1964 został szefem wydziału w Oddziale Operacyjnym, a w 1966 szefem Oddziału Operacyjnego w Dowództwie Warszawskiego Okręgu Wojskowego. W 1969 został dowódcą 15 Dywizji Zmechanizowanej w Olsztynie.
Na mocy uchwały Rady Państwa PRL z 6 października 1970 mianowany na stopień generała brygady; nominację wręczył mu 10 października 1970 w Belwederze przewodniczący Rady Państwa marszałek Polski Marian Spychalski. W latach 1971–1972 zastępca dowódcy Śląskiego Okręgu Wojskowego we Wrocławiu do spraw liniowych, później szef Zarządu I Operacyjnego Sztabu Generalnego WP (1972–1975). W latach 1975–1980 attaché wojskowy, morski lotniczy przy Ambasadzie PRL w Sofii. Od kwietnia 1980 szef sztabu – zastępca dowódcy Warszawskiego Okręgu Wojskowego, a od października 1983 I zastępca Głównego Inspektora Obrony Terytorialnej – szef Inspektoratu Obrony Terytorialnej i Wojsk Obrony Wewnętrznej. W czerwcu 1987 na własną prośbę przeniesiony do rezerwy.
24 stycznia 1990 ponownie powołany do służby w Wojsku Polskim i wyznaczony na stanowisko szefa Departamentu Wojskowego w Biurze Bezpieczeństwa Narodowego przy Kancelarii Prezydenta RP. Na mocy postanowienia Prezydenta RP z 5 listopada 1991 mianowany na stopień generała dywizji; nominację wręczył mu 11 listopada 1991 w Belwederze Prezydent RP Lech Wałęsa. W lutym 1993 został pożegnany przez ministra obrony narodowej Janusza Onyszkiewicza i zakończył zawodową służbę wojskową z dniem 20 stycznia 1993. Do 1996 był doradcą szefa BBN. Był współautorem "Założeń polskiej polityki bezpieczeństwa" i "Polityki bezpieczeństwa i strategii obronnej Rzeczypospolitej Polskiej". W stanie spoczynku działał w Klubie Generałów WP, w którym w latach 1999-2001 sprawował funkcję wiceprezesa.
Pochowany 15 października 2012 roku na Cmentarzu Wojskowym na Powązkach w Warszawie (kwatera FIII-5-5). W pogrzebie udział wziął dyrektor Gabinetu szefa Biura Bezpieczeństwa Narodowego gen. bryg. Krzysztof Szymański, który pożegnał zmarłego w imieniu szefa BBN. Przemówienia pożegnalne w imieniu współtowarzyszy służby wygłosili także gen. dyw. w st. spocz. Zdzisław Graczyk oraz gen. bryg. w st. spocz. Roman Harmoza.

## Awanse
W trakcie wieloletniej służby w Wojsku Polskim otrzymywał awanse na kolejne stopnie wojskowe:
- chorąży - 1946
- podporucznik – 1946
- porucznik – 1948
- kapitan – 1950
- major – 1952
- podpułkownik – 1956
- pułkownik – 1963
- generał brygady – 1970
- generał dywizji – 1991

## Życie prywatne
Był synem Józefa i Józefy z domu Boczek. Mieszkał w Warszawie. Był żonaty, miał syna.

## Ordery i odznaczenia
- Order Sztandaru Pracy II klasy (1981)
- Krzyż Komandorski Orderu Odrodzenia Polski (1972)
- Krzyż Kawalerski Orderu Odrodzenia Polski (1967)
- Złoty Krzyż Zasługi (1968)
- Medal 30-lecia Polski Ludowej (1974)
- Medal 40-lecia Polski Ludowej (1984)
- Złoty Medal „Siły Zbrojne w Służbie Ojczyzny” (1968)
- Srebrny Medal Siły Zbrojne w Służbie Ojczyzny
- Brązowy Medal Siły Zbrojne w Służbie Ojczyzny
- Złoty Medal „Za zasługi dla obronności kraju” (1973)
- Srebrny Medal "Za zasługi dla obronności kraju"
- Brązowy Medal "Za zasługi dla obronności kraju"
- Medal im. Ludwika Waryńskiego (1988)[7]
- Odznaka honorowa „Zasłużony dla Warmii i Mazur”(1970)[8]
- inne odznaczenia